# Åstad
Åstad är en ny stadsdel i Båstad, vid Stensån i utkanten av Hemmeslövsområdet i Östra Karups distrikt i Båstads kommun. Tidigare kallades området för "Nya Hemmeslöv". 

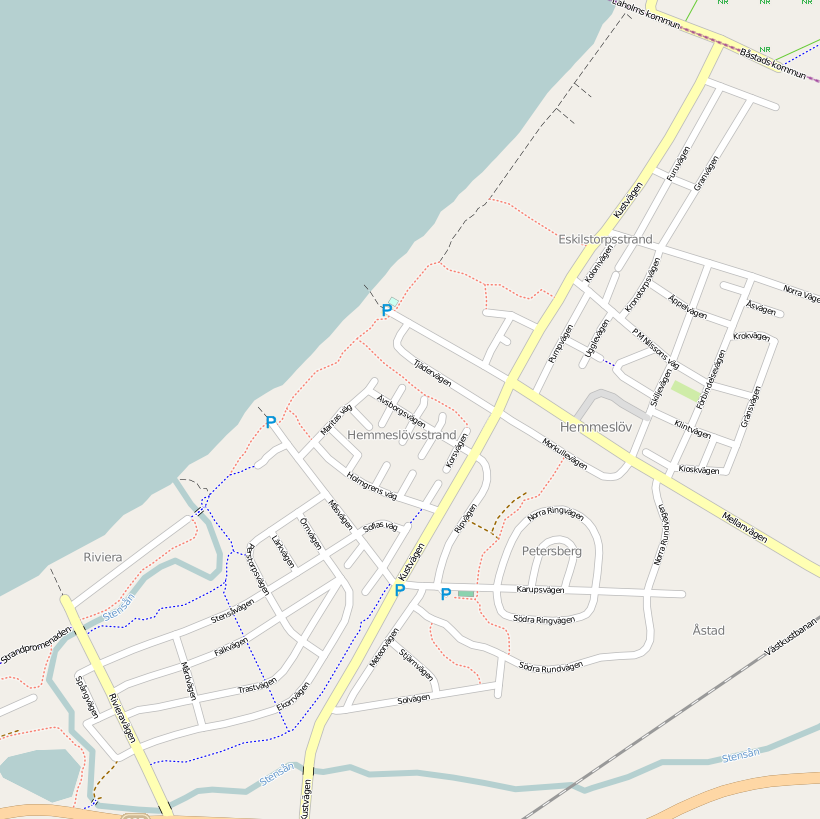
Åstads läge i sydöstra Hemmeslövsområdet

## Båstads station
Båstads station är en ny järnvägsstation i Båstad, Halland (Skåne län), belägen vid Västkustbanans sträckning mellan Laholm och Ängelholm.

## Tuvelyckan
Det nya området ligger mellan järnvägsstationen (Båstads station) och stranden och kommer bestå av en modern blandstad med villor, radhus, bostadsrätter och hyreslägenheter. Till detta kommer kommersiella lokaler, och en förskola som ska stå klar i januari 2018.  

## Hemmeslövssjön

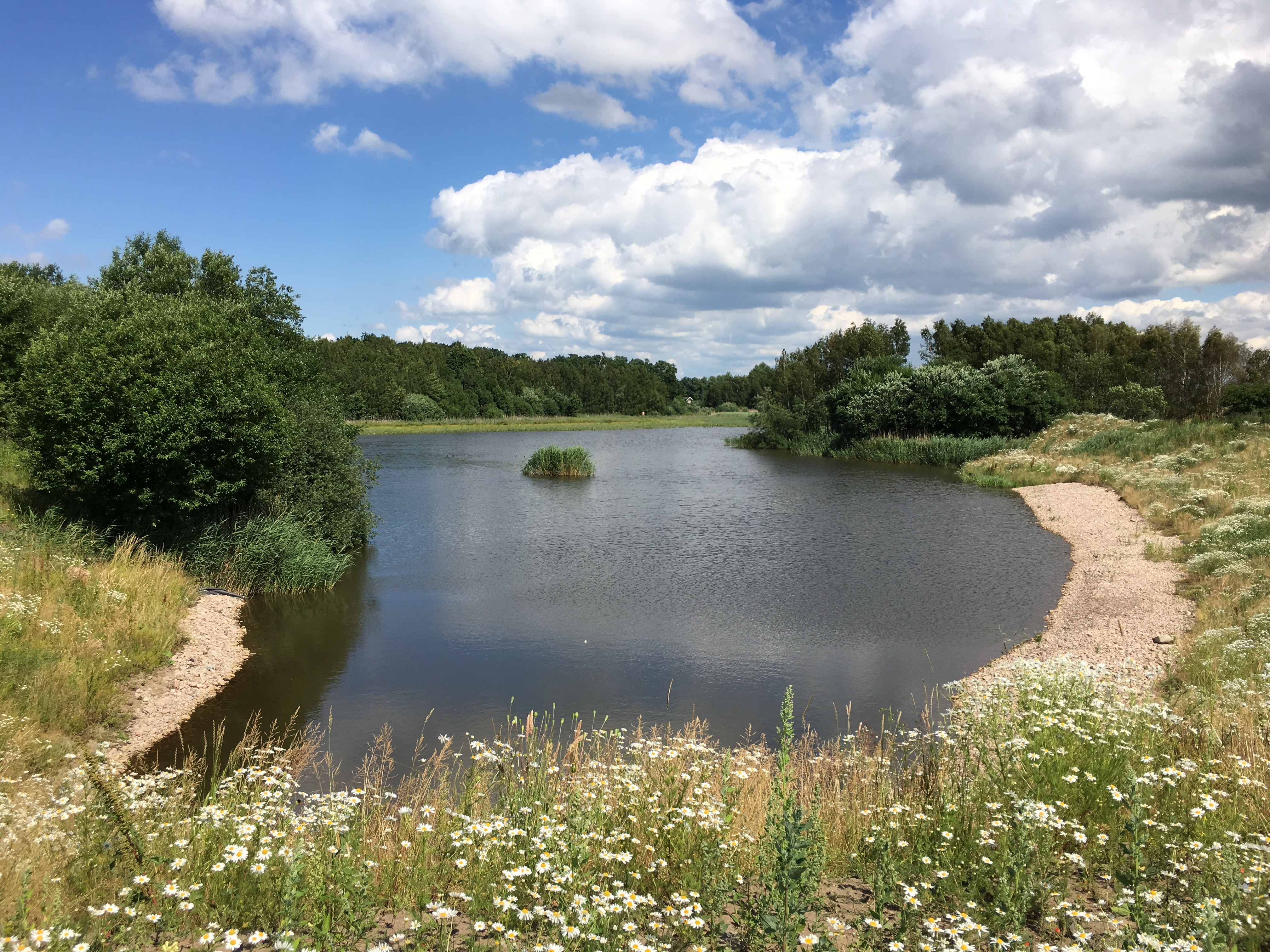
Hemmeslövssjön i Åstad

Hemmeslövssjön ligger i anknytning till Stensån och lämpar sig för skridskoåkning på vintern. Hemmeslövssjön kallades innan 2017 för Dammen.  

## Galleri

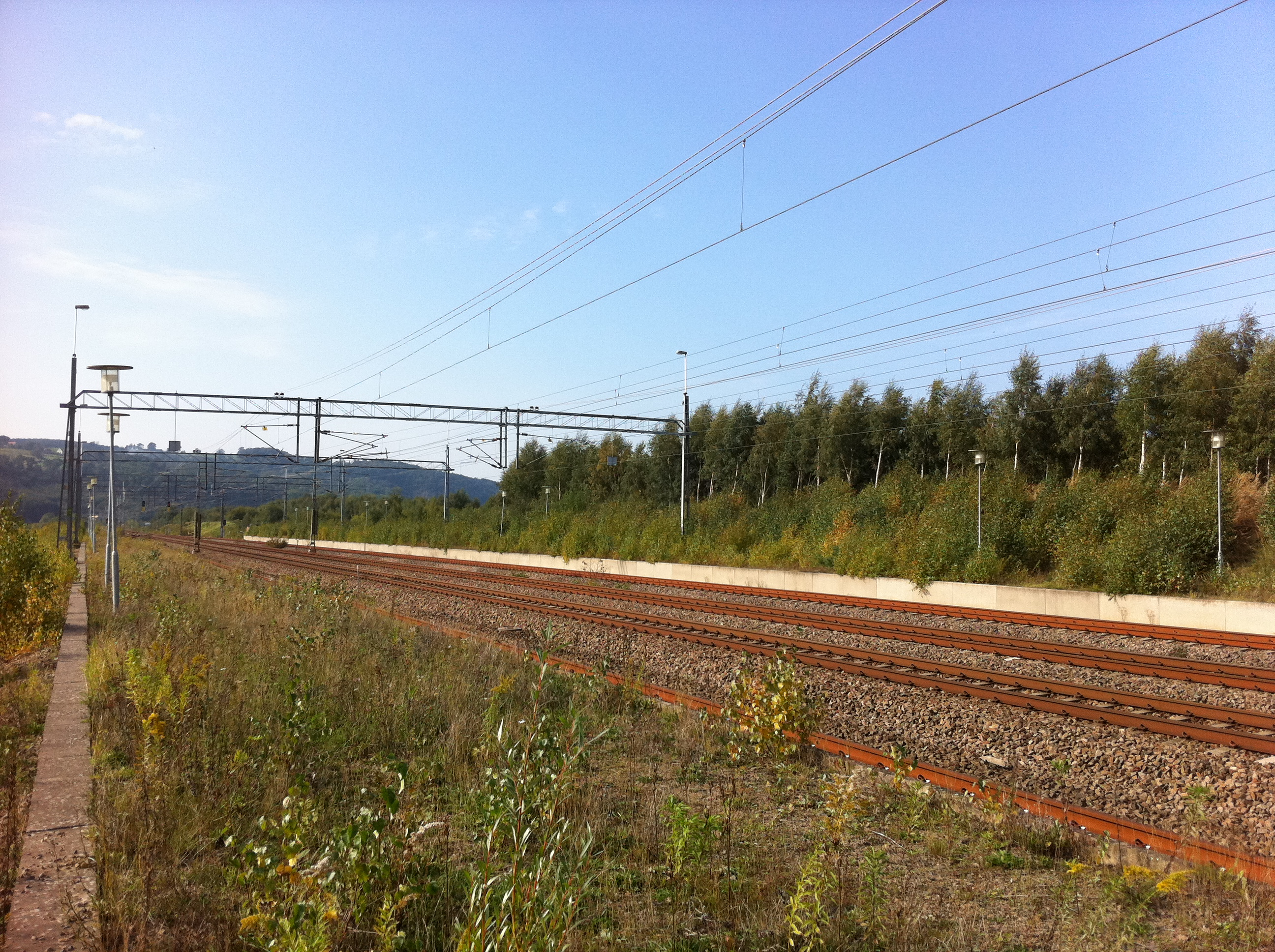
Bild av perrong före invigning av Båstads station. Denna hade vuxit igen på grund av det försenade färdigställandet av förbindelsen genom Hallandsåstunneln. Bild från 2011.
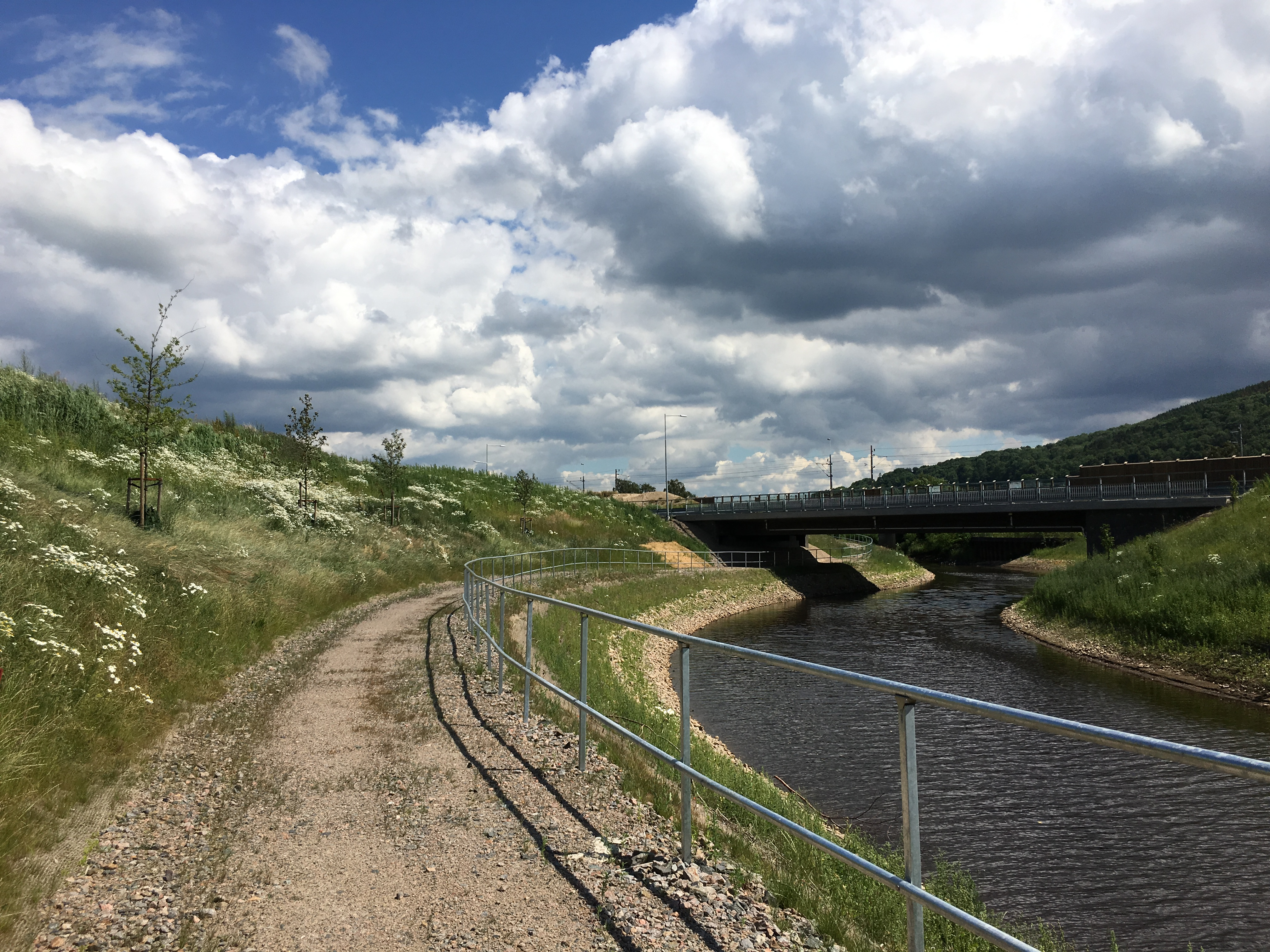
Bron över Stensån vid Åstad